# SF Anytime
SF Anytime är en svenskgrundad och svenskägd video on demand-tjänst som erbjuder filmer och TV-serier via hyr och köp. SF Anytime AB har kontor i Stockholm och är en del av SF Studios, som i sin tur är en del av Bonnierkoncernen. VOD-tjänsten är tillgänglig i Sverige, Norge, Finland, Danmark och Baltikum. Enligt den egna webbplatsen består SF Anytimes utbud av omkring 13 000 filmer och 4 000 serieavsnitt (läst 2025).

## Historik
SF Anytime startades av Bonnier 2002. Från början fanns SF Anytime endast i Sverige och endast som webbtjänst, med endast ett 50-tal filmer till uthyrning.
År 2003 skrevs det första avtalet med ett stort amerikanskt filmbolag, 20th Century Fox.
År 2004 lanserades webbtjänsten i Norge och därefter följde Danmark och Finland och 2008 även Baltikum. Under 2005 lanserades tjänsten på första tv-plattformen. Sedan 2016 är SF Anytime innehållsleverantör till mer än 30 olika tv-plattformar i Norden och Baltikum. 
År 2010 lanserades tjänsten för första gången som app på en smart-TV och samma år skrevs ett avtal med Sony Pictures som det sista av de stora amerikanska filmbolagen.
År 2014 blev SF Anytime en del av SF Studios (f.d. AB Svensk Filmindustri) som i sin tur är en del av Bonnier AB.
Senare blev det även möjligt att köpa filmer och serier digitalt via filmtjänsten.
Våren 2023 förvärvade SF Anytime VOD-tjänsten Blockbuster i Norden.

## Om tjänsten
På SF Anytime kan man hyra och köpa film samt TV-serier digitalt styckevis, utan abonnemang. En hyrfilm kan man streama eller ladda ner (ej tillgängligt via dator) för att se så ofta man vill under 48 timmar. En köpfilm äger man digitalt på SF Anytime. Den kan man sedan ladda ner till sin surfplatta och mobil eller streama när man vill. 

### Tillgänglighet
Tjänsten är tillgänglig via ledande tv-operatörer och OTT-partners.
OTT står för ”Over The Top” och är ett samlingsbegrepp för tjänster som via internet levererar film, musik och annan media till konsumenten, utan att blanda in en tredje part som de ovan beskrivna operatörerna i distributionen. Som OTT-tjänst kan man använda SF Anytime på en dator via webbläsare, i flera smart-TV-apparater, som app i telefoner och surfplattor med operativsystemen Android och iOS. Via Iphone och Ipad går det att se filmer, men inte hyra filmer.

### Filmfönster
Som en hyr- och köpfilms-tjänst har SF Anytime rätten att visa filmer cirka 4 månader efter biofönstret. Från och med mars 2020 släpps även vissa bioaktuella filmer via SF Anytime med anledning av minskade biointäkter till följd av covid-19-pandemin.
Filmfönstren skiljer sig mellan olika rättighetsinnehavare.

### Filmbolag
SF Anytime har avtal med alla de stora internationella filmbolagen, så som Paramount Pictures, Sony Pictures, 20th Century Fox, Universal Pictures, Walt Disney Pictures och Warner Bros, samt med över 40 andra filmbolag, exempelvis Nordisk Film, SF Studios, Nonstop Entertainment, Scanbox och BBC Worldwide.